# Venezillo microphthalmus
Venezillo microphthalmus är en kräftdjursart som först beskrevs av Arcangeli 1932.  Venezillo microphthalmus ingår i släktet Venezillo och familjen Armadillidae. Inga underarter finns listade i Catalogue of Life.